# 小行星10639
小行星10639（10639 Gleason）是一颗绕太阳运转的小行星，为主小行星带小行星。该小行星于1998年11月14日发现。

## 轨道参数
小行星10639的轨道半长轴为2.1962742 UA，离心率为0.156。